# 黒岩泰
黒岩 泰（くろいわ やすし）は株価アナリスト。投資顧問会社・株式会社黒岩アセットマネジメントの代表取締役。

## 経歴
1992年慶應義塾大学経済学部卒業後、山一證券、フィスコ、マーケットバンクを経て、2009年3月に独立して株式会社黒岩アセットマネジメントを設立し、代表取締役に就任する。

## 特徴
「窓・壁・軸理論」を提唱し、株取引に関するコラム・記事を執筆する。
短期のトレンドフォロワーである。相場の上昇局面では楽観的に買い煽り、下落局面では徹底して売り煽る記事を書く傾向が見られる。リーマンショックの際には、「株券はすべて紙くずになる」として徹底した売りを煽った。
一貫してアメリカ経済は破綻すると主張している。
予想実績は、2014年5月23日の時点では「勝率：59％、パフォーマンス302.8％」、2015年9月12日の時点では「勝率：36％、 パフォーマンス:-163.6％」と幅がある。
マーケットバンク所属時代は、黒岩の相場観が会社のものとは違ったため、黒岩のコラムの末尾には「黒岩泰個人の見解であり、マーケットバンクの見解ではありません」という注意書きが入れられていた。

### 窓・壁・軸理論
窓
日々の株価の推移の中に生じた取引のなかった価格帯を指す。相場の強弱を示す指標としての面（株価が窓を空けて上昇した→相場は強いと判断する）と、株価の上昇・下落の原因としての面（窓の価格帯では過去に売買をした人が少ない→将来の反対売買も少ない、結果として株価は窓を埋めるように推移し易い、という考え）がある。黒岩の株価分析の根幹となる理論。
壁
株価の上昇・下落が弱まる価格帯、またはその原因を指す。たとえば「日経平均の上昇は18300円で頭打ちとなった。この付近に壁が存在していると思われる。」などといったように使われる。
軸
結果的に移動平均線の傾きとほぼ同じものを指すであろう概念。もっとも、実際に具体的な数値として表された事はない。「窓理論では日経平均は上昇すると思われたが大幅に下落した。軸が下向きだった為と思われる」といった具合に使われる事が多い。

## 著書
- 『黒岩流「窓・壁・軸理論」株式投資の最終兵器』（インデックス・コミュニケーションズ 2007年4月）
- 『究極のテクニカル分析 秘伝!黒岩流「窓・ひげ理論」』（オーエス出版 2004年3月）
- 『最強のテクニカル分析 秘伝!黒岩流「窓・壁理論」』（インデックスコミュニケーションズ 2005年11月）
- 『「eワラント」必勝テクニック―フィスコトップアナリストが直伝!』（インデックスコミュニケーションズ 2005年2月）

## 連載
- NET M@NEY（ネットマネー）「ネット株大学」